# Козулі (пряники)
Козулі — виготовлені з тіста запечені фігурки.
Архангельські козулі — плоскі прикрашені пряники зі смаженим цукром.
Поморські козулі — об'ємні обрядові вироби, які випікали у селах Терського берега на Кольському півострові.
Козулі спочатку були ласощами поморів (жителів Архангельської губернії), які виготовляли їх тільки на Різдво. Зараз козулі виготовляють в Архангельській та Мурманській областях, а також на Уралі. Козулі заведено вважати різновидом пряників; також їх використовують дітьми як іграшки.
Назва козуля утворена не від слова коза або козуля, а від поморського слова, що означає «завиток», «змійка».

## Звичаї та легенди

### Минуле
Козулі символізують усіх тварин, що стоять довкола Немовляти у різдвяних яслах. На Півночі їх традиційно печуть на Різдво. Козулі виготовлялися із житнього тіста.
Виготовлені фігурки кізок, баранів та корів символізували та «небесні стада» — хмари. Також козулями називали й спеціальні хліби у вигляді вінка, які випікалися на Семік. З цими козулями люди прямували до лісу «завивати берізки».

### Сучасність
Зараз козулі виготовляються в Архангельській та Мурманській областях (наприклад, у селі Варзуга). Тут козулі вважаються символом Помор'я. Традиційно в цих областях козулі печуть на новорічні свята — на свято Коляди та Різдво. Також козулі виготовляють і на особисті свята — новосілля, весілля та при народженні дитини. Вважається, що козулі, які перебувають у домі, охороняють його від злих духів. Тому виготовлені та випечені козулі не з'їдають відразу і в жодному разі не викидають.
Традицію виготовлення козуль від поморів перейняли й жителі Уралу. На Уралі козуль також виготовляли до Різдва. Виготовляли та випікали козуль тут у формі північних оленів, кота (кіт також вважався символом будинку), ангелів, ялинок та будиночків. Готовими випеченими фігурками прикрашали ялинку.

## Виготовлення
Козулі виготовляють зі спеціально підготовленого тіста. З розкатаного тіста ножем вирізують фігурки та розписують їх глазур'ю. Шматочкам тіста надають форму різних тварин — кізок і козликів, оленів, баранчиків, корівок та бичків, з Євангельського хліва. Виготовлені фігурки запікають у печі чи духовці на змащеному олією листі. Козулі також вважають і регіональним різновидом російських пряників. Сучасні козулі за способом виготовлення можна віднести до вирізних пряників.
Рецепти тесту досить різноманітні, причому багато сімей мають свої рецепти виготовлення тесту, які зберігаються в сім'ях десятиліттями. У тісто додається спеціальний інгредієнт — «палення», який є цукровим сиропом, увареним і карамелізованим до янтарно-коричневого кольору. Козулі зазвичай барвисто прикрашають за допомогою глазурі, яку виготовляють зі збитих білків зі додаванням різних природних барвників.
На Уралі тісто для козуль готують із додаванням меду. Для краси тут козулі також прикрашають глазур'ю різних кольорів: білої, рожевої та блакитної.

## Відео
«Архангельські козулі» (2010) — випуск № 3 передачі «Ремесло» телеканалу «Заміське життя».